# Büron
Pour les articles homonymes, voir Buron (homonymie).
Büron est une commune suisse du canton de Lucerne, située dans l'arrondissement électoral de Sursee.

Vue aérienne (1954)

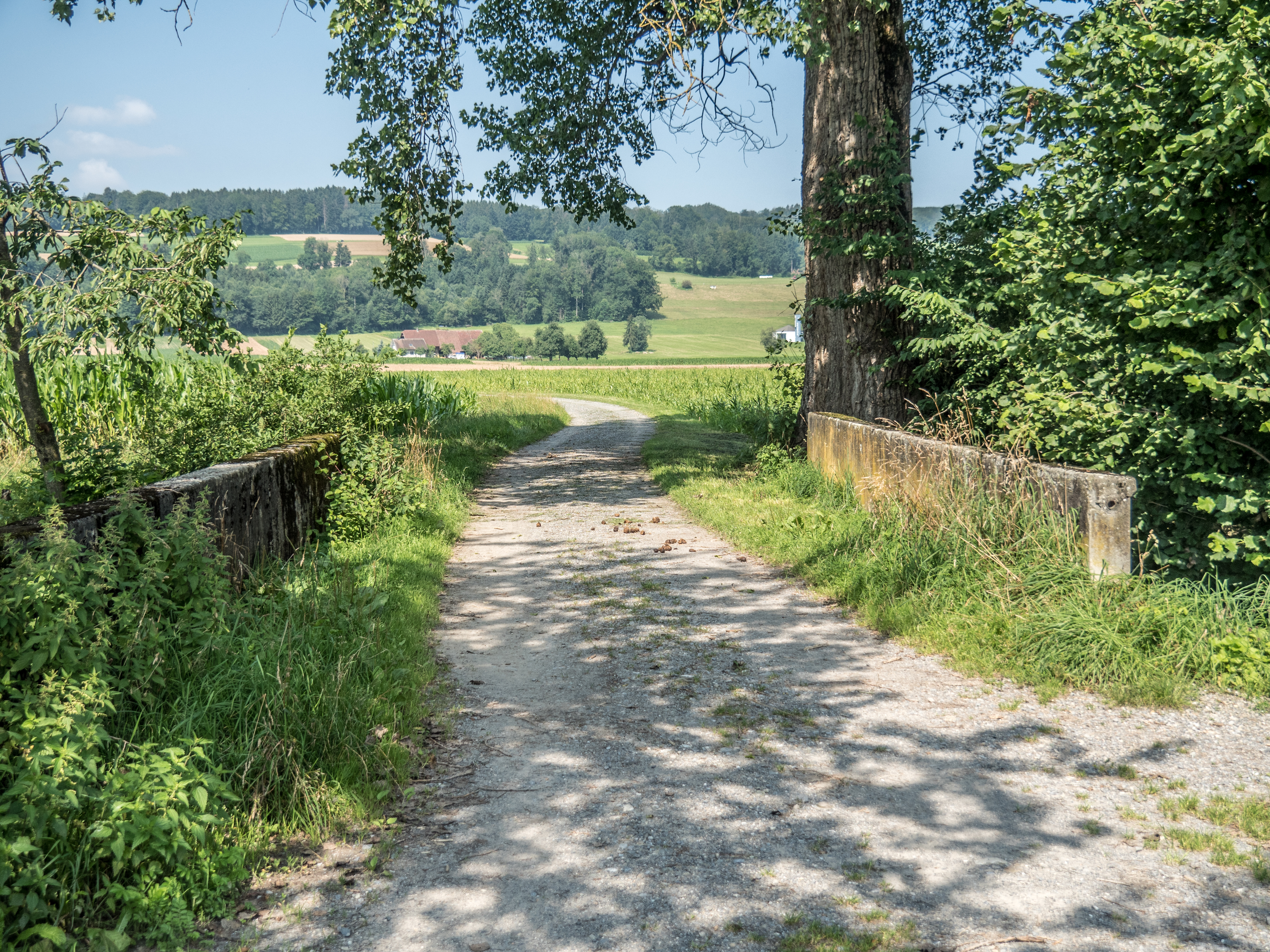
Pont sur le cours d'eau Suhre, Büron